# Mural Cores e Formas

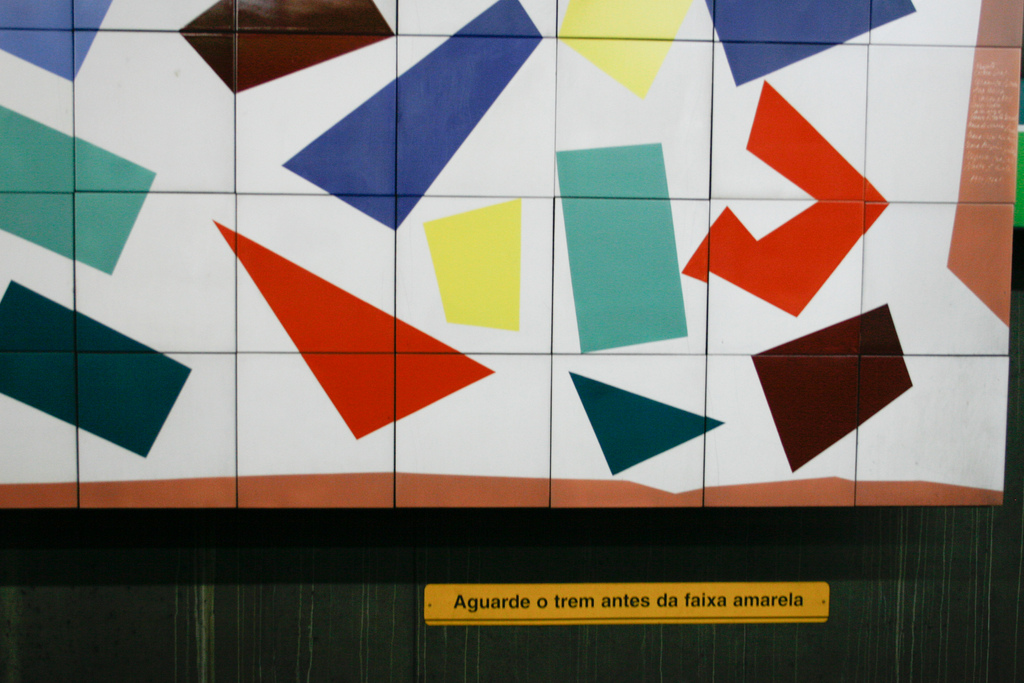
Mural Cores e Formas,São Paulo,Brasil, por Cícero Dias

Mural Cores e Formas,o gênero é painel, na qual foram usados a técnica de pintura a revólver, com lajotas de cerâmica de 0,50 m por 0,50 m e tinta.Suas dimensões são de 2,00 m por 20,00 m.

## História
Criado em 1991, pelo artista, Cícero Dias(Escada, 5 de março de 1907 — Paris, 28 de janeiro de 2003). Foi um pintor modernista e figurativo brasileiro, que  usa formas geométricas e muitas cores. O projeto para o mêtro de São Paulo contrasta o colorido com o cinza das estações e transforma o ambiente em um lugar mais leve.  

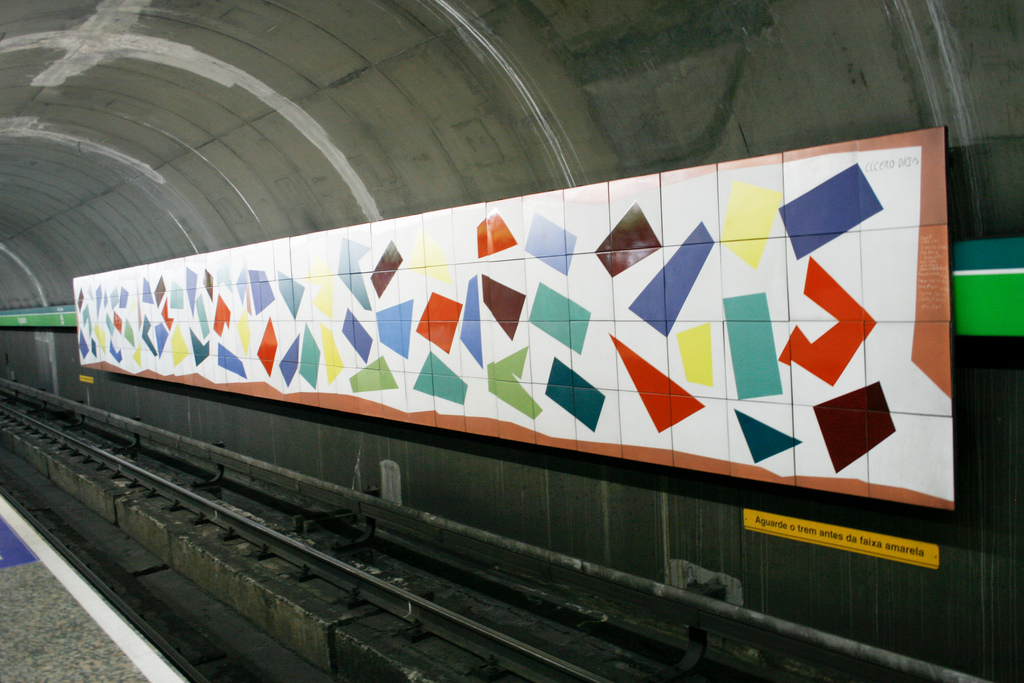
O colorido nas paredes da Estação de mêtro Brigadeiro

## Localização
Está localizado na Estação Brigadeiro Plataforma (sentido Ana Rosa),linha 2-verde, em São Paulo,Brasil.
O mêtro está aberto a todos os públicos de domingo a sesta 